# Martinskirche Gladenbach

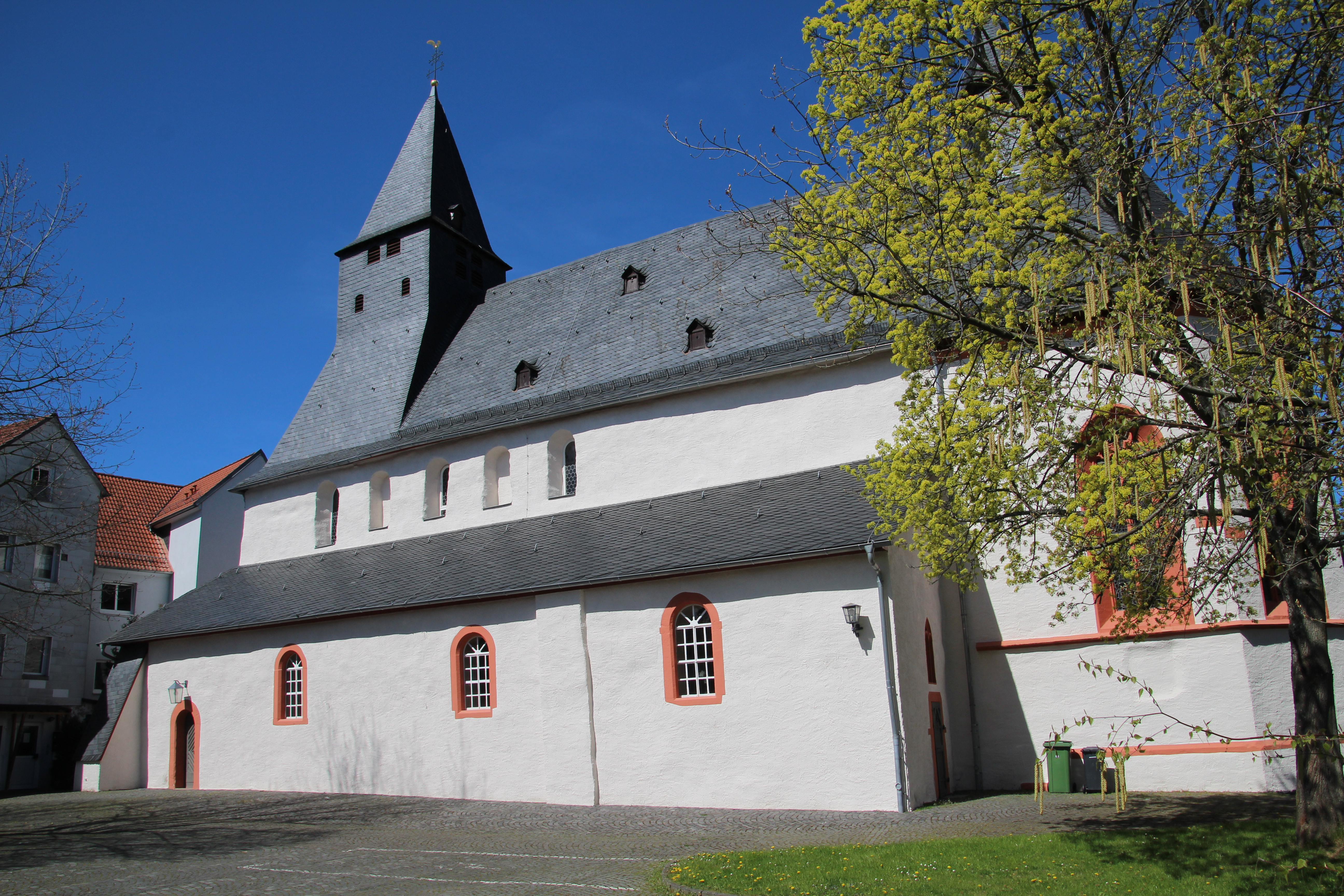
Kirche von Süden

Die evangelisch-lutherische Martinskirche ist ein denkmalgeschütztes Kirchengebäude in Gladenbach im Hessischen Hinterland. Die dreischiffige Pfeilerbasilika wurde spätestens im 13. Jahrhundert und der spätgotische Chor mit Fünfachtelschluss und Dachreiter ab 1509 errichtet.

## Geschichte

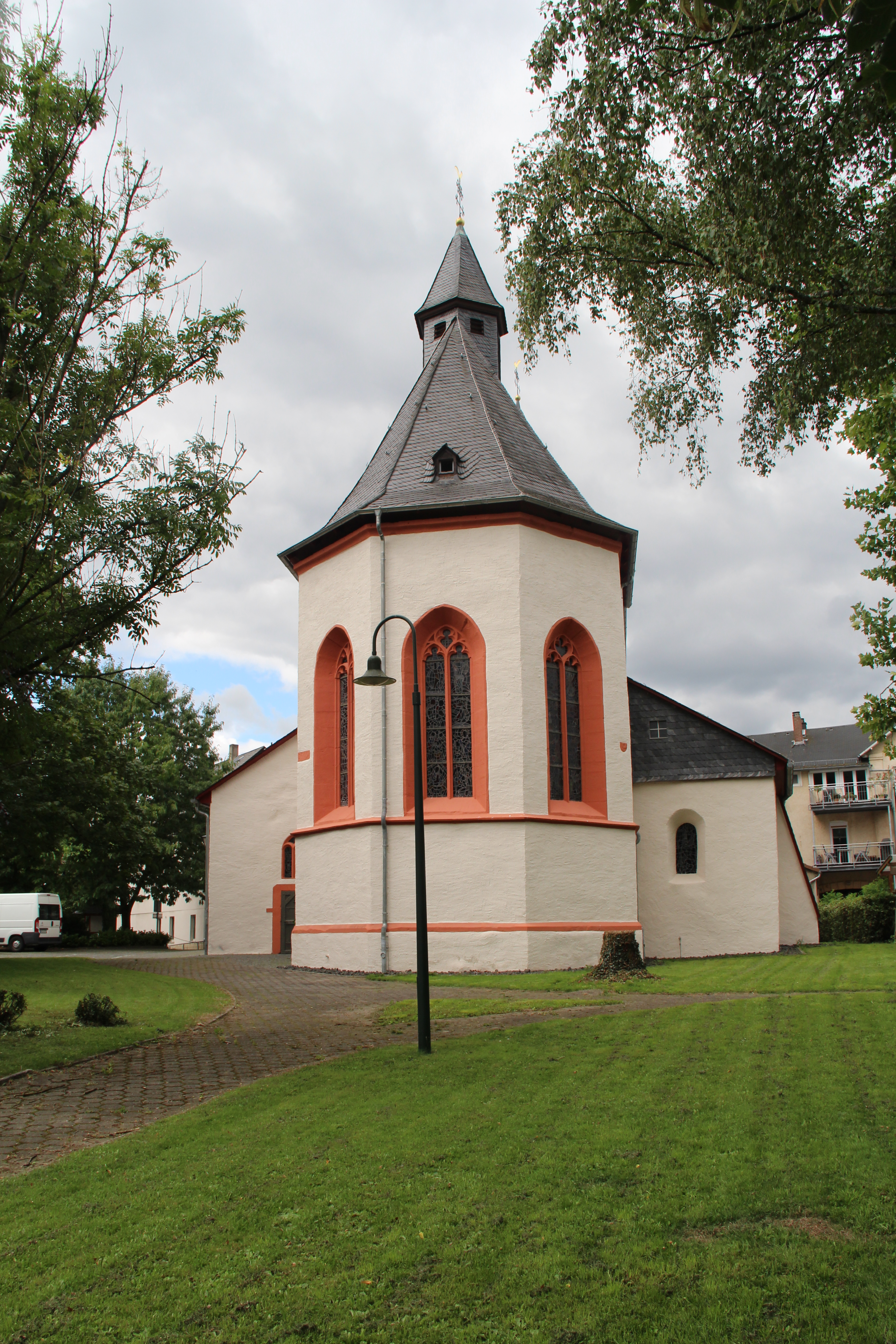
Gotischer Ostabschluss

Die Kirche wurde im 12. oder 13. Jahrhundert gebaut und erstmals 1248 urkundlich genannt. Zu ihr gehörte in mittelalterlicher Zeit ein großes Kirchspiel u. a. das Mitte des 14. Jahrhunderts abgetrennte Kirchspiel Hartenrod. Die Herren von Eppstein hatten bis 1316 das Patronatsrecht inne, danach die Ritter von Bicken, die auch Priester stellten. Im Jahr 1700 wurde das Patronat an den Landgrafen von Hessen-Darmstadt verkauft.
Die Kirche unterstand dem Patrozinium des hl. Martin, des merowingisch-fränkischen Nationalheiligen. In kirchlicher Hinsicht gehörte die eigenständige Pfarrgemeinde im ausgehenden Mittelalter zum Archidiakonat St. Stephan in der Erzdiözese Mainz. Sie war Sitz eines Erzpriesters (sedes) und des Sendgerichts im Dekanat Amöneburg. Im 15. Jahrhundert gehörten 20 Kirchengemeinden zu Gladenbach.
Ab dem Jahr 1509 erhielt die Kirche einen östlichen Chorabschluss im Stil der Gotik. Wahrscheinlich in diesem Zuge wurden die östlichen Apsiden der Langschiffe entfernt und das ursprünglich flachgedeckte Schiff eingewölbt. Die vier östlichen Mittelschiffarkaden wurden durch zwei spitzbogige ersetzt.
Mit Einführung der Reformation wechselte Gladenbach im Jahr 1527 zum evangelisch-lutherischen Bekenntnis. Als evangelischer Pfarrer wirkte hier Theophil Crato (Krafft). Von 1606 bis 1624 nahm die Gemeinde das reformierte Bekenntnis an, um danach endgültig zum lutherischen zurückzukehren.
Nach dem Ersten Weltkrieg erfolgte eine Innenrenovierung, bei der die Orgel vom Chor auf die Westempore umgesetzt und die Choremporen entfernt wurden. 1933 wurde der romanische Taufstein im Pfarrgarten wiederentdeckt und in den Chor gesetzt. Der Wetterhahn wurde 1949 erneuert, 1953/1954 eine grundlegende Innenrenovierung durchgeführt. Die beengenden dreiseitigen, zweigeschossigen Emporen wurden entfernt und durch die heutige Westempore ersetzt sowie die Ausmalungen des Gewölbes freigelegt. Im Jahr 2008 wurde der Chorraum neu gestaltet und die Bänke entfernt sowie die Grabsteine umgesetzt.

## Architektur

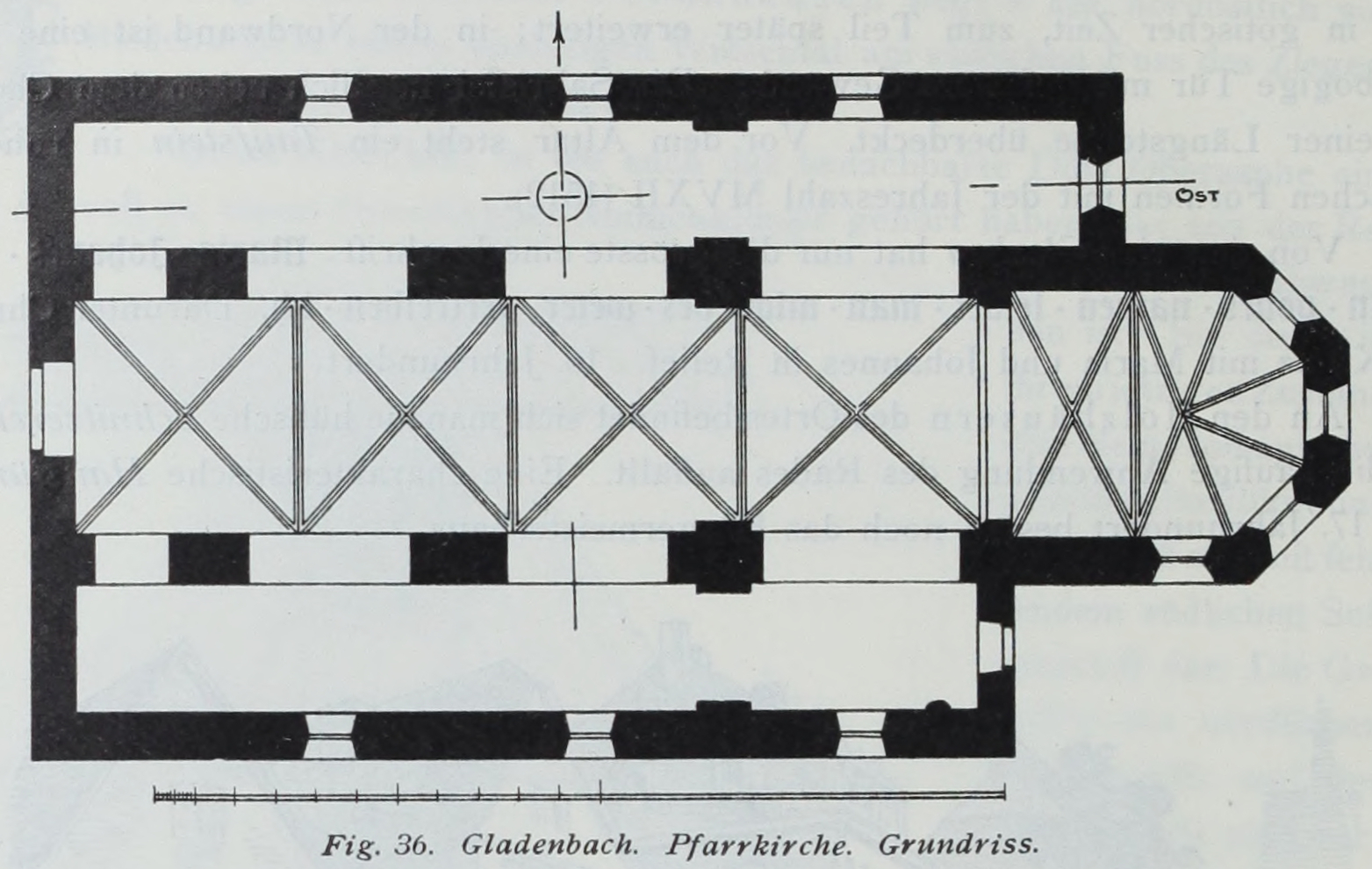
Grundriss

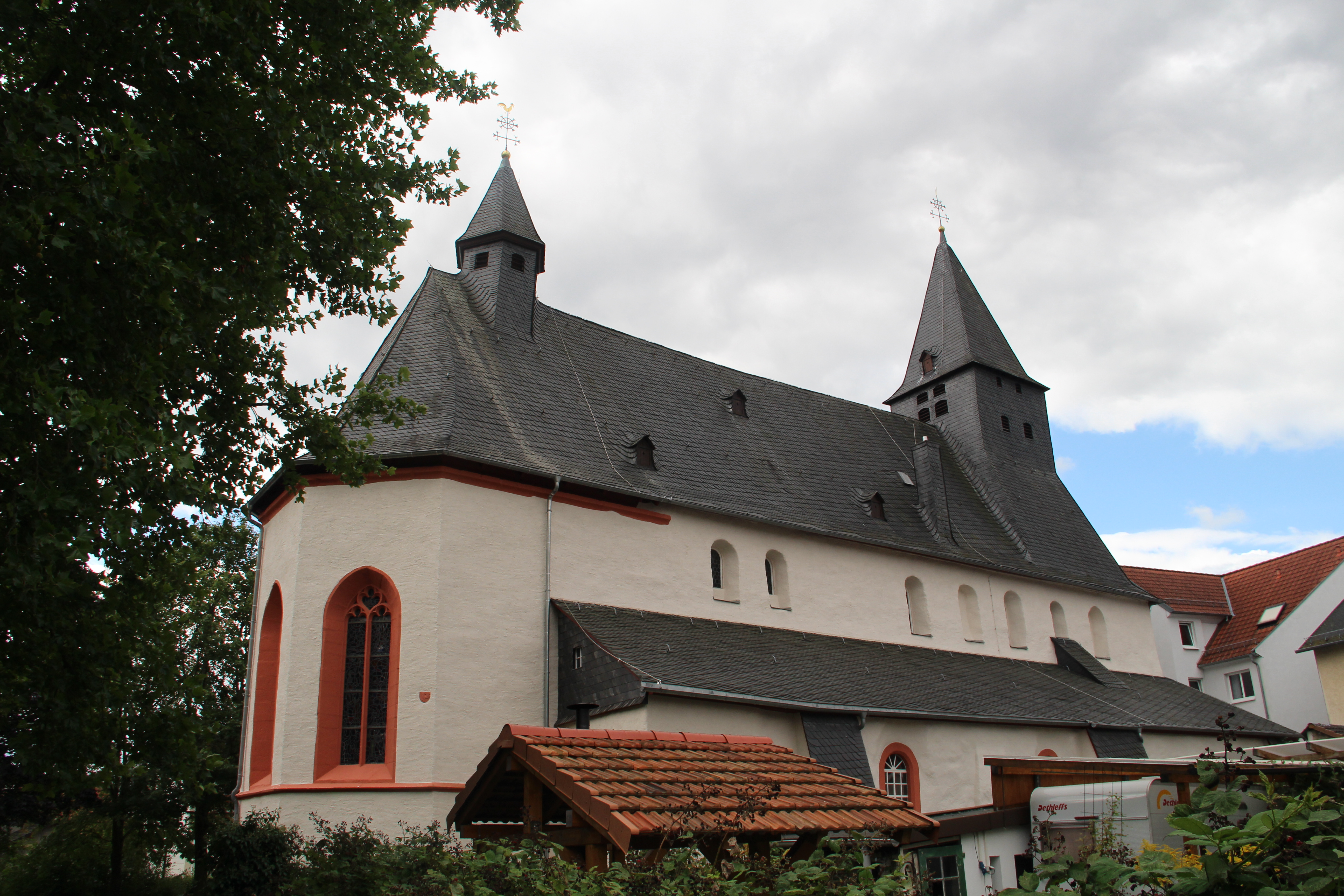
Nordseite

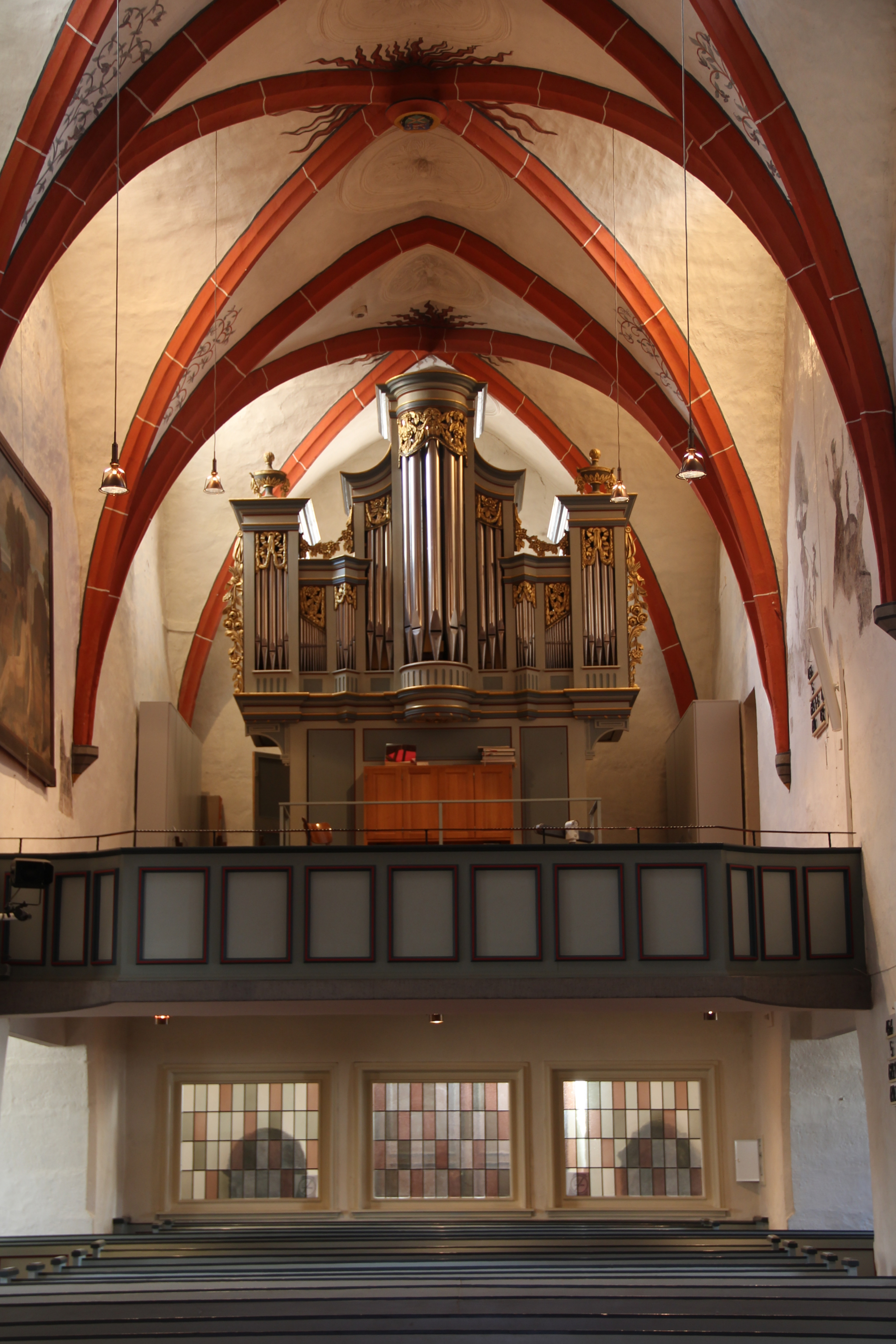
Kreuzrippengewölbe des Mittelschiffs

Die geostete, weiß verputzte Pfeilerbasilika ist im alten Ortszentrum auf einer leichten Anhöhe errichtet. Der Fischgrätenverband unter dem Putz deutet auf einen Ursprung der Kirche im 12. Jahrhundert als romanische Pfeilerbasilika. Das umliegende Friedhofsgelände wurde bis 1808 genutzt.
Dem Satteldach des Mittelschiffs sind im Süden fünf und im Norden drei kleine Gauben aufgesetzt. Eine weitere Gaube befindet sich über der östlichen Chorwand und an der Ostseite des westlichen Dachturms. Über dem rundbogigen Westportal ist ein Rundbogenfenster eingelassen. Das vierjochige Langhaus hat im Obergaden kleine Rundbogenfenster aus romanischer Zeit, die aufgrund der Überschneidungen mit den späteren Mittelschiffarkaden teils zugemauert sind. Zwei sind an der Nordseite des Chorquadrats und je fünf an den Langseiten des Mittelschiffs erhalten. Im Inneren stammt nur noch die westliche rundbogige Arkade aus romanischer Zeit, die beiden östlichen Arkaden aus gotischer Zeit sind spitzbogig ausgeführt. Die Mittelschiffpfeiler sind sehr breit ausgeführt. Das Gewölbe des Mittelschiffs mit gekehlten Rippen in roter Quaderbemalung ist im unteren Bereich mit spätgotischen Rankenmalereien und um den Schlussstein herum mit Flammenornamenten verziert. Die barocken Stuckrosetten, die Rollwerkornamente mit einem Pelikan und einem Storch zeigen, wurden 1686 angebracht. Im Westen hat die Kirche einen vollständig verschieferten, viereckigen Dachturm aus spätmittelalterlicher Zeit, der ein Dreiergeläut beherbergt. Über der kubusförmigen Glockenstube mit je vier stichbogenförmigen Schallöffnungen an jeder Seite erhebt sich ein vierseitiger Spitzhelm, der von einem vergoldeten Turmknopf, einem schmiedeeisernen Kreuz und einem vergoldeten Wetterhahn bekrönt wird.
Die Seitenschiffe haben Pultdächer und sind innen flachgedeckt. Das südliche Seitenschiff endet beim Chorquadrat, während das nördliche Schiff bis zur Mitte des Chorquadrats reicht. Der östliche Teil ist abgetrennt und dient als Sakristei. Das Südschiff hat nur noch ganz im Westen einen Strebepfeiler, das Nordschiff wird durch drei schräg zulaufende und an der Oberseite geschieferte Strebepfeiler gestützt. Die Seitenschiffe werden durch je drei (später vergrößerte) Rundbogenfenster mit Gewände aus rotem Sandstein belichtet und sind im Westen fensterlos. Ein schlichtes rundbogiges Südportal erschließt die Kirche durch das südliche Seitenschiff.
Der gotische Ostchor hat ein Joch und einen Fünfachtelschluss mit Kreuzrippengewölbe. Er wird außen mit den Jahreszahlen 1509 und 1709 bezeichnet. Die Rippen ruhen auf Konsolen, deren nördlicher einen Wappenschild trägt, der Kelch und Hostie zeigt. Im Inneren öffnet ein spitzbogiger Triumphbogen mit roter Quaderbemalung und Fase an der Westseite den Chor zum Mittelschiff. Die beiden Schlusssteine werden mit Flammenornamenten umgeben. Gegenüber dem Mittelschiff ist der Chor um zwei Stufen erhöht. Die vier zweiteiligen Chorfenster mit flachen Spitzbögen und schrägen Gewänden haben spätgotisches Maßwerk. Maßwerk und Umrahmung sind aus rotem Sandstein gefertigt. Die Außenwände des Chors werden durch zwei umlaufende, rote Gesimse gegliedert, die sich vom weißen Außenputz abheben. Ein Gesims ist am Sockel und ein weiteres unterhalb der Chorfenster angebracht.
Dem Chorquadrat ist ein kleiner, sechsseitiger, vollständig verschieferter Dachreiter mit quadratischen Schalllöchern aufgesetzt, der aus spätmittelalterlicher Zeit stammt. Er wird von einem vorkragenden, sechsseitigen Spitzhelm bedeckt, der die gleiche Turmbekrönung wie der westliche Dachreiter aufweist. Die vier bunten, figürlichen Bleiglasfenster im Chor gestaltete Erhardt Klonk in den Jahren 1954 bis 1956 anhand der drei Artikel des Glaubensbekenntnisses. Sie zeigen die Schöpfungsgeschichte, die Jesusgeschichte, die Offenbarung des Johannes und die Entstehung der Kirche. Im kleinen rundbogigen Ostfenster in der Sakristei ist die Geschichte des hl. Martin dargestellt, im Fenster über dem rechteckigen Osteingang des Südschiffs die Vertreibung aus dem Paradies und Christus als Sieger über den Drachen. Das Ostportal hat eine schlichte Sandstein-Umrahmung, dessen Sturz die Jahreszahlen „1717–1921“ trägt.

## Ausstattung

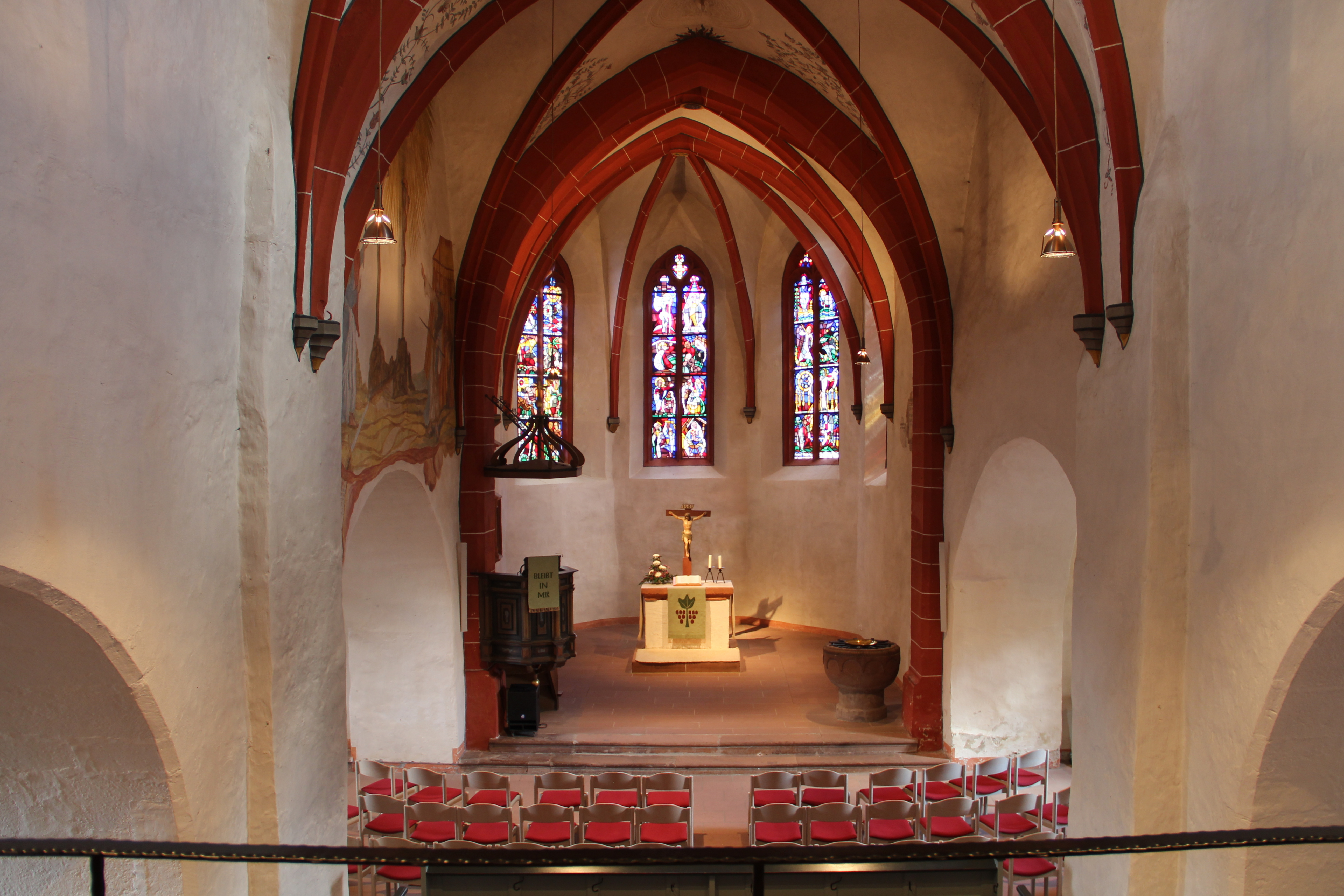
Blick in den Chorraum

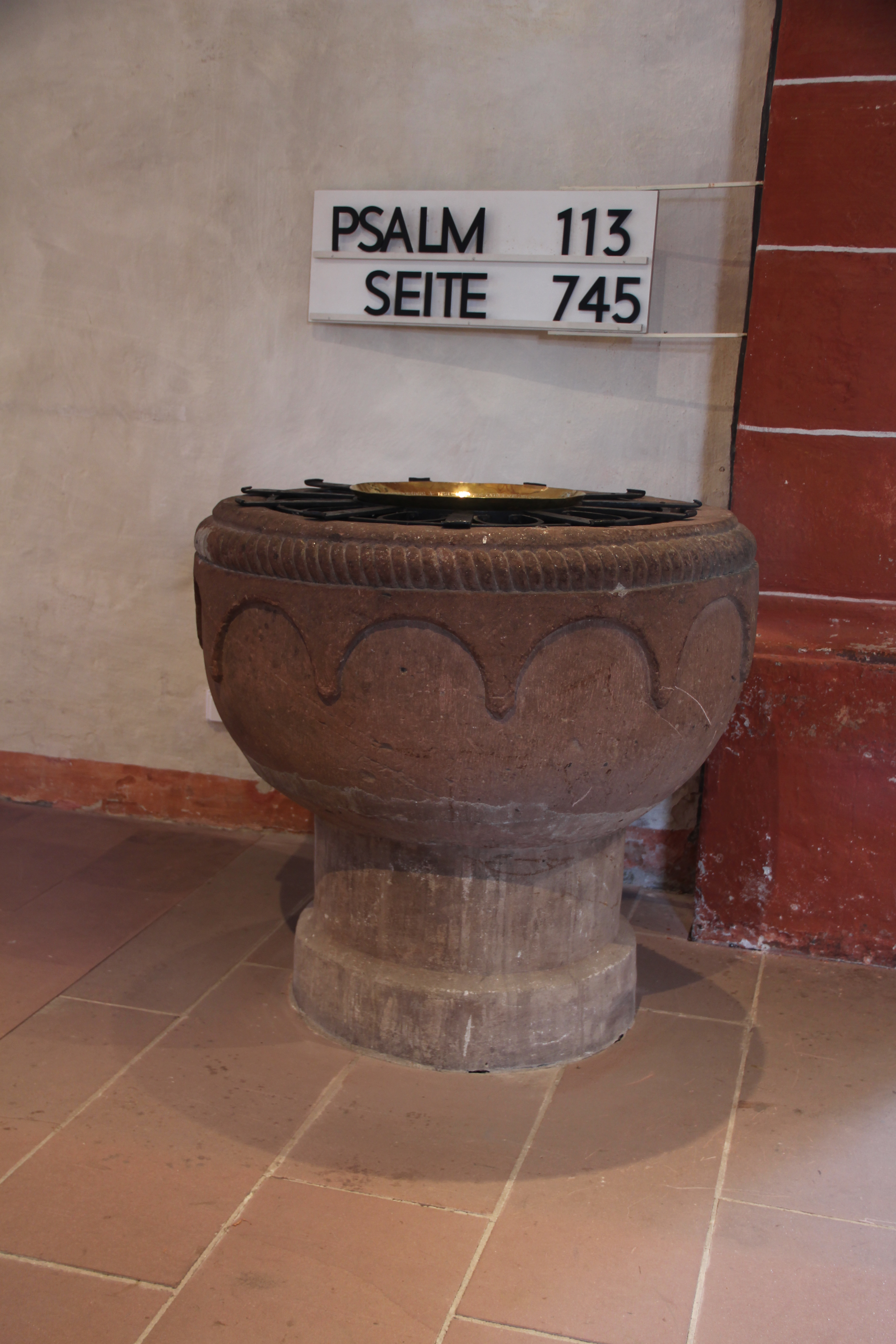
Romanischer Taufstein unter dem Chorbogen

Die an den Seiten geschwungene Westempore im Mittelschiff hat kassettierte Füllungen und ist Aufstellungsort der Orgel. Unterhalb der Empore ist eine neuzeitliche Holzwand mit Glasfenstern eingezogen, die den Eingangsbereich abtrennt und als Windfang dient. Der Fußboden der Kirche ist mit roten Sandsteinplatten belegt.
Der romanische, pokalförmige Taufstein am südlichen Chorbogen hat einen Rundbogenfries und ein Tauband. Er stammt ebenso wie der Blockaltar, der von einer roh behauenen Sandsteinplatte bedeckt wird, aus der Bauzeit der Kirche. Das hölzerne Kruzifix des Dreinageltypus auf dem Altar datiert aus dem Anfang des 18. Jahrhunderts.
Aus spätgotischer Zeit (wohl von 1509) stammt ein kleines rechteckiges Wandtabernakel rechts der Kanzel. Es hat ein profiliertes Sandsteingewände und wird von einer Spitzbogenblende mit Fischblasenmaßwerk bekrönt. Das Gesims trägt zwei Wappen. Im Chor sind Reste alter Inschriften erhalten. Über der Kanzel ist ein Inschriftenfeld in einer Kartusche aufgemalt, deren lateinischer Text nicht mehr vollständig erhalten ist. Über dem Taufstein sind Reste zweier weiterer Kartuschenfelder mit lateinischen Inschriften zu sehen.
Die holzsichtige, polygonale Kanzel von 1668 am nördlichen Chorbogen ist im Stil der Spätrenaissance reich gestaltet und hat gravierte Zinneinlagen und aufgelegte Flachornamente. Die Kanzelfelder werden durch Freisäulen gegliedert. Der Schalldeckel mit Volutenkrone trägt in einer Strahlensonne an der Unterseite das Tetragramm JHWH in hebräischen Buchstaben.
Ein großes Wandbild aus der Mitte des 18. Jahrhunderts neben der Kanzel an der östlichen Nordschiffwand zeigt Christus am Kreuz und eine weitere Figur (möglicherweise Petrus oder Johannes den Täufer), daneben Mose mit der Erhöhung der ehernen Schlange, die entsprechend Joh 3,14–15  typologisch auf den Gekreuzigten gedeutet wird. Den oberen Abschluss bildet das hebräische Tetragramm. Nördlich über der Empore sind Reste von Malereien des 16. Jahrhunderts erhalten, die Abschalom und eine Frau am Brunnen darstellen. Das Ölgemälde an der Südwand aus dem Jahr 1923 stammt von Karl Lenz aus Erdhausen und zeigt den Barmherzigen Samariter, der einen Verletzten hochhebt, um ihn auf sein eigenes Pferd zu setzen. Daneben ist eine kleine Zeichnung der Gladenbacher Kirche vor dem gotischen Umbau erhalten.
Ein farbig gefasstes Epitaph für Amtmann Georg Keipp (1604–1678) und seine beiden Frauen Johana Dorothea Fabriti (1608–1668) und Anna Margretha Seiler (1604–1672) ist in der Südostecke des Chors aufgestellt. Die Schrifttafel aus rotem Sandstein wird seitlich von Pilastern mit Voluten flankiert und von einem geschwungenen Kopfteil bekrönt, das die Wappen der Verstorbenen zeigt. Sechseinhalb Grabsteine stammen aus dem 16.–18. Jahrhundert und wurden für die Pfarrer Johann Georg Buff (1773), Heinrich Christoph Dornseiff und (Johann Caspar?) Werner, zwei für Rentmeisterfamilien und zwei für die Familie von und zu Dernbach geschaffen (wurden leider entsorgt!); zwei graue flankieren das Westportal im Inneren, viereinhalb aus rotem Sandstein sind nördlich der Kirche aufgestellt.

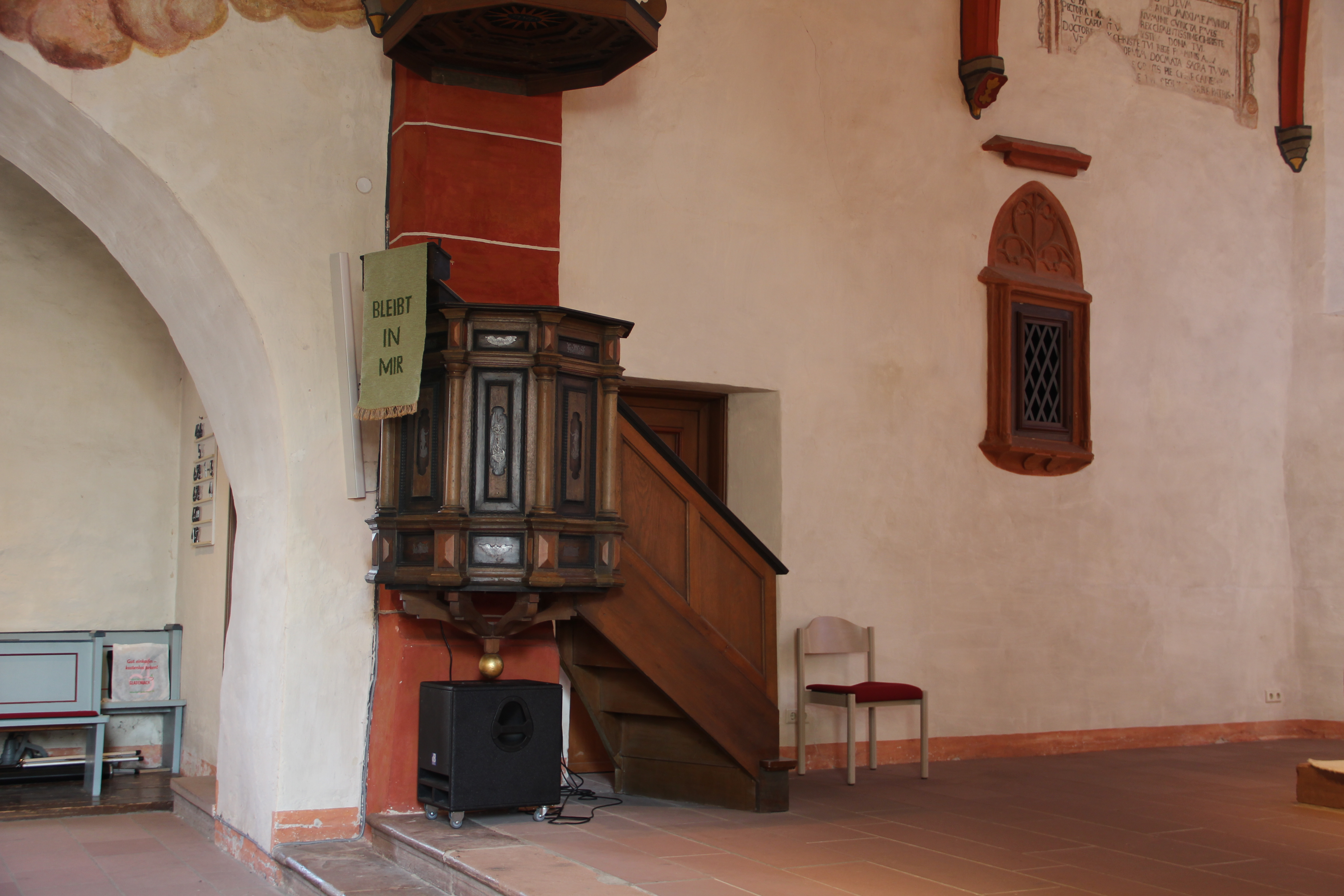
Kanzel von 1668, rechts das Wandtabernakel
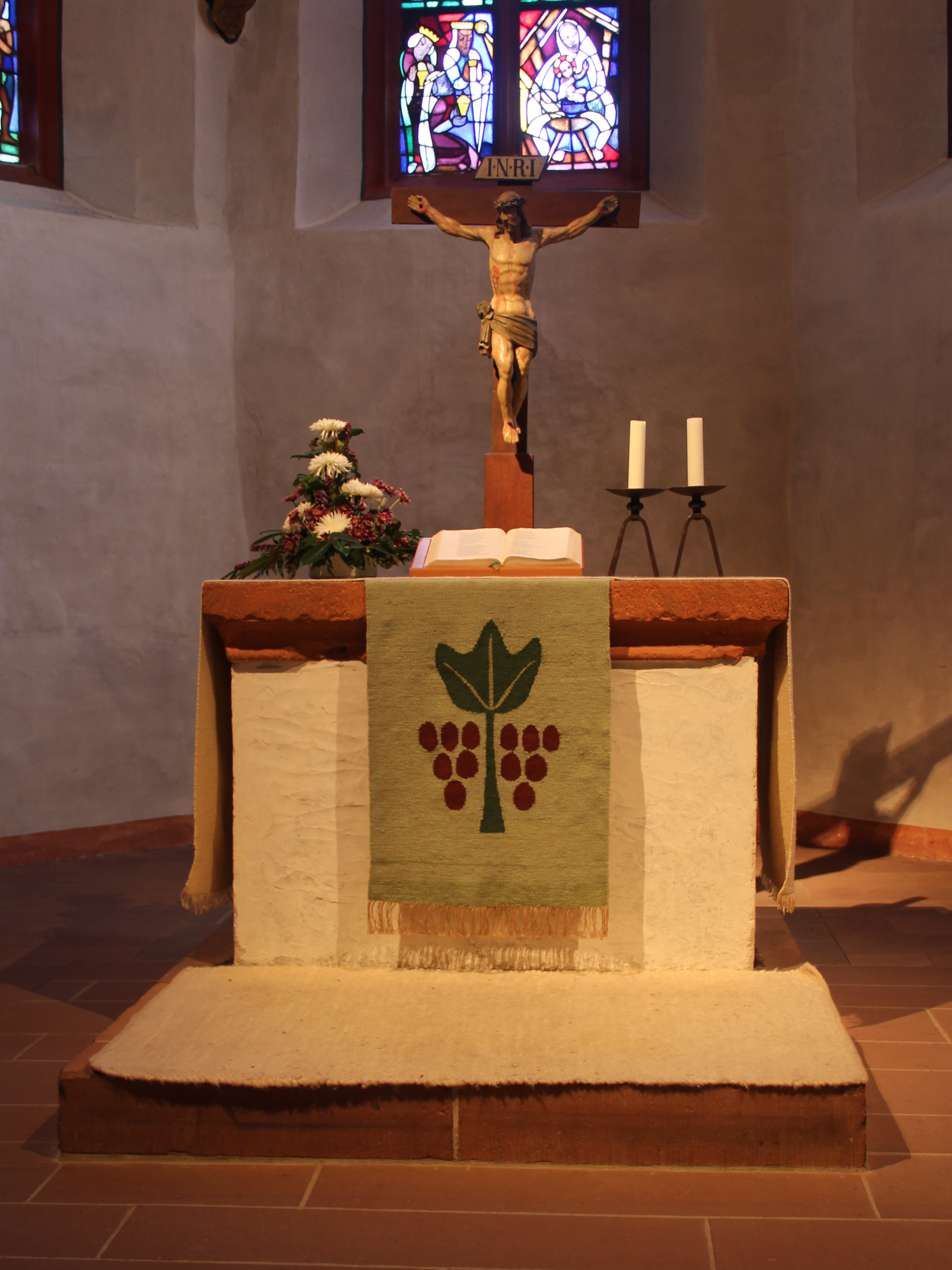
Blockaltar mit Kruzifix von Anfang des 18. Jhd.
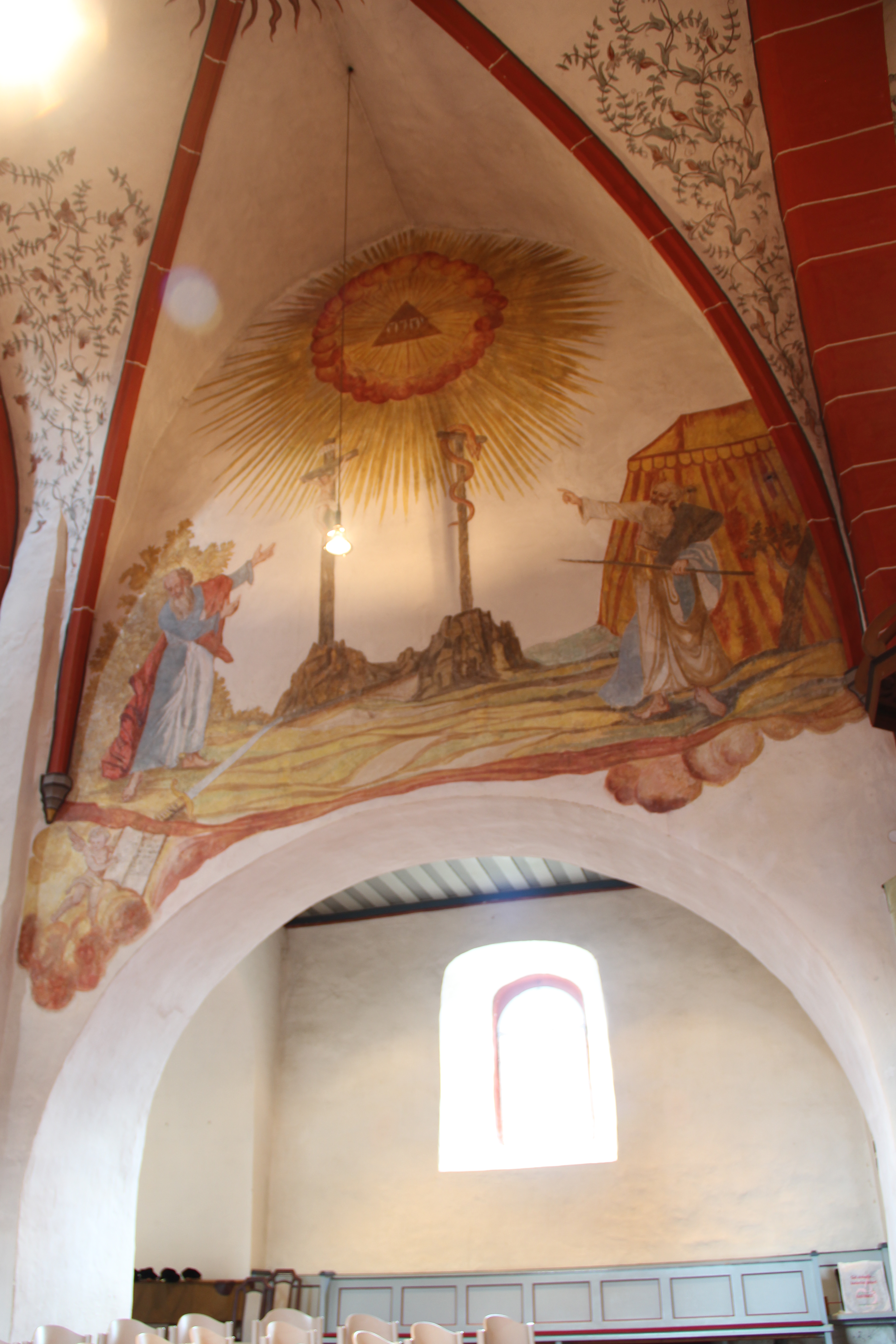
Wandbild neben der Kanzel aus dem 18. Jhd.
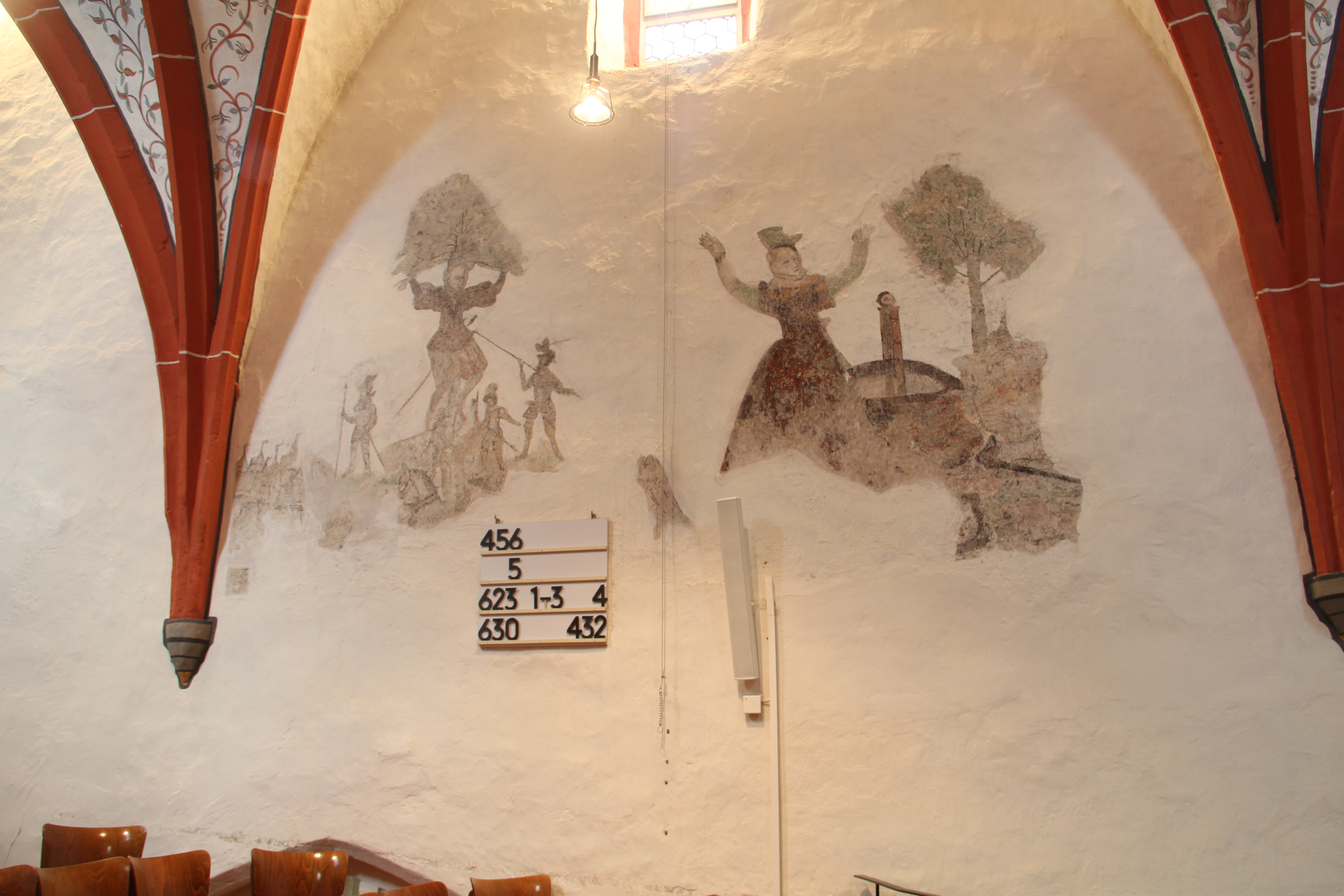
Malereireste aus dem 16. Jhd. über der Nordempore

## Orgel

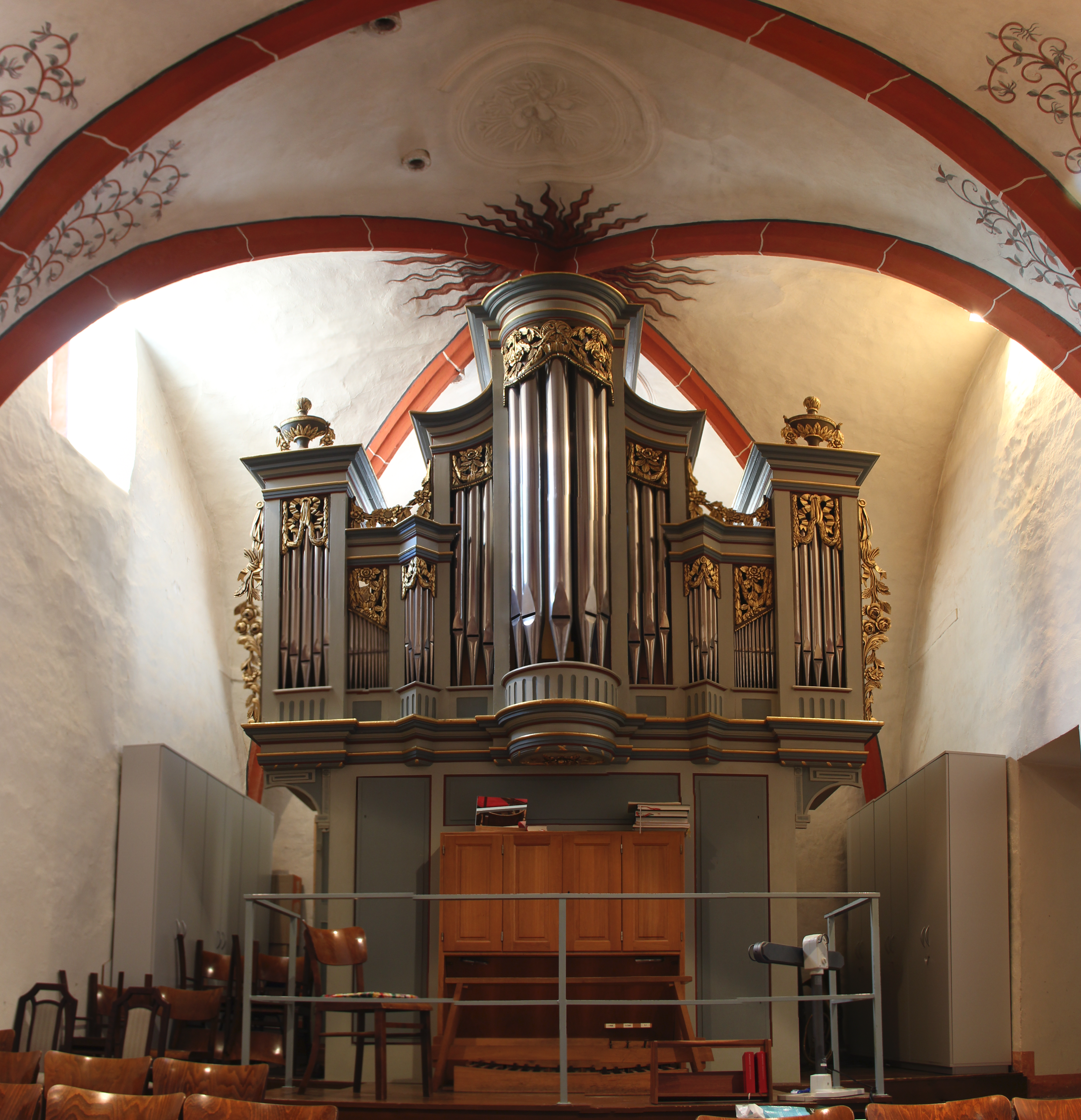
Schöler-Orgel

Die erste Orgel wurde im Jahr 1656 gebraucht aus dem Wetzlarer Dom übernommen, als dort eine neue Orgel angeschafft wurde. Im Jahr 1708 erhielt Gladenbach eine neue Orgel, die 1719 um zwei Register erweitert wurde. Johann Christian Rindt reparierte 1736 das Instrument. Die dritte Orgel entstand in den Jahren 1789–1797 und wurde zum Preis von 2000 Gulden als letztes Werk von Johann Wilhelm Schöler gebaut. An dem Werk arbeitete sein Sohn Christian Ernst Schöler mit, der es nach dem Tod des Vaters vollendete. Das Instrument verfügte über 18 Register, die auf einem Manual und Pedal verteilt waren, und wies große Ähnlichkeit mit der zuvor erbauten Schöler-Orgel in Klingelbach auf (ebenfalls I/P/18). Der Prospekt ist neunachsig. An den mittleren Rundturm schmiegen sich zwei schmale Harfenfelder an. Sie werden von je einem niedrigen Spitzturm und Flachfeld flankiert. Ein Rechteckfeld mittlerer Höhe bildet den Abschluss, das von einer Vase bekrönt wird. Das obere Kranzgesims ist mehrfach profiliert, das untere in gleicher Weise profiliert, aber durchlaufend. Die Pfeifenfelder schließen nach oben mit durchbrochenen, vergoldeten Schleierbrettern ab, vergoldetes Schnitzwerk im Zopfstil bildet die Seitenflügel und bekrönt die niedrigen Pfeifenfelder.
Nach verschiedenen Arbeiten im 19. Jahrhundert wurde die Orgel 1921 von Orgelbauer Heinrich Eichhorn aus Weilmünster vom Chor auf die Westempore umgesetzt. Die Pedalklaviatur wurde 1953/1954 erweitert und ein neues Magazingebläse eingebaut. Bei der Orgelrenovierung in den Jahren 1964–1967, deren Kosten 72.000 DM betrugen, orientierte sich Oberlinger an der ursprünglichen Disposition, baute im Hauptwerk aber einen Pommer 16′ und eine Waldflöte 2′ ein und erhöhte die Chorzahl der gemischten Stimmen. Die seitenspielige Anlage wurde in eine vorderspielige umgebaut und ein zusätzliches Echowerk mit acht Stimmen ergänzt, das die Stumm-Orgel in Mühlheim an der Eis (1738) zum Vorbild nahm. Seit dem Umbau weist die Orgel folgende Disposition auf:
| I Hauptwerk C–f3 |        |
| Pommer           | 16′    |
| Principal        | 8′     |
| Hohlpfeife       | 8′     |
| Quintatön        | 8′     |
| Salicional       | 8′     |
| Oktave           | 4′     |
| Flöte            | 4′     |
| Quinte           | 2 ⁄3′  |
| Superoktave      | 2′     |
| Waldflöte        | 2′     |
| Terz             | 1 3⁄5′ |
| Cornett IV D     | 4′     |
| Mixtur IV        |        |
| Cymbel III       |        |
| Trompete B/D     | 8′     |
| Tremulant        |        |

| II Echowerk C–f3 |             |
| Gedackt B/D      | 8′          |
| Gamba D          | 8′          |
| Rohrflöte        | 4′          |
| Principal        | 2′          |
| Salicional       | 2′/4′       |
| Quinte           | 1 ⁄3′/2 ⁄3′ |
| Scharff IV       |             |
| Krummhorn B      | 8′          |
| Trompete D       | 8′          |
| Tremulant        |             |

| Pedal C–f1     |     |
| Subbaß         | 16′ |
| Oktavbaß       | 8′  |
| Principalflöte | 4′  |
| Octave         | 2′  |
| Posaune        | 16′ |

- Koppeln: II/I, I/P, II/P

## Geläut
Erstmals ist in einem Inventar aus dem Jahr 1720 von Glocken die Rede. Neben der Vaterunser-Glocke im kleinen Turm berichtete Pfarrer Anthonio Daniele Stockhausen (1713–1737) von einem Viergeläut. Nur die größte Glocke trug eine Inschrift: „Maria heißen ich, alle bese Veter vertrieben ich. Lucas, Marcos, Mateos, Joannes Anno DM Milletimus quingentesimo vicesimo secundo“. Sie war also Maria geweiht und 1522 gegossen worden. Das Vierergeläut sollte 1866 erneuert werden, da die Marienglocke einen Sprung erhalten hatte und „das Geläute über alle Maßen erbärmlich sei“. Georg Hamm aus Kaiserslautern goss 1867 ein neues Dreiergeläut auf den Tönen e', g' und b'. Eine handschriftliche Notiz aus dem Jahr 1911 überliefert die Inschriften mit Bibelworten aus Lk 2,14 , Heb 13,8  und Ps 150,6 . Auf allen Glocken war zudem zu lesen: „Für Kirchspiel Gladenbach gegossen von Georg Hamm, Kaiserslautern 1867“. Nachdem die kleine Glocke gesprungen war, wurde sie 1911 von Rincker ersetzt. Im Jahr 1917 wurden die beiden großen Bronzeglocken und die Vaterunser-Glocke zu Rüstungszwecken abgeliefert. Die Firma Rincker ersetzte sie 1920 durch Stahlglocken; die verbliebene Bronzeglocke wurde in Zahlung genommen. 1975 wurde ein stählerner Glockenstuhl eingebaut.
| Nr. | Gussjahr | Gießer, Gussort | Durchmesser (mm) | Masse (kg) | Schlagton | Inschrift                     |
| --- | -------- | --------------- | ---------------- | ---------- | --------- | ----------------------------- |
| 1   | 1920     | Rincker, Sinn   | 1230             | 796        | g1        | „Steh fest im Sturm der Zeit“ |
| 2   | 1920     | Rincker, Sinn   | 1030             | 446        | gis1      | „Gesegnet sei dein Leid“      |
| 3   | 1920     | Rincker, Sinn   | 930              | 332        | h1        | „Denk an die Ewigkeit“        |